# Larsa

Mapa Mezopotámie za vlády Chammurapiho (1792 př. n. l. – 1750 př. n. l.)

Larsa (dnes Tell as-Senkereh v Iráku, pravděpodobně biblický Ellasar (Genesis(14:1))) bylo sumerské město, které stálo na levém břehu řeky Eufrat. Dnes se nachází asi 25 km jihovýchodně od ruin města Uruk (biblického Erechu). První zmínky o Larse pocházejí ze sumerských nápisů z 28. století př. n. l.
Jednalo se též o městský stát Sumerů. V politické historii se objevil konce 20. století př. n. l. po úpadku dynastie z Isinu. V první polovině 18. století př. n. l. ovládala jižní Sumer, načež zanikla expanzí Starobabylonské říše.

## Charakteristika
Město vzniklo za sumerských dob a její sumerský název je l-Babbar neboli „příbytek slunce“. Larsa byla považována za sídlo boha Šamše a později se stala sídlem mnoha králů. Mezi první patřil i urský král Urgul, který město pozvedl. Další období rozkvětu nastalo po pádu Třetí dynastie z Uru, kdy tamní vládcové přesídlili do Isinu. Avšak jeden amoritský místodržící se osamostatnil a usadil se v Larse. Díky tomu se město nakrátko stalo velmi významným centrem, jelikož ovládalo cesty ze severní Mezopotámie k Perskému zálivu. Larsa vzkvétala po několik dalších staletí, a to i díky své výhodné poloze – nepřekážela žádnému mocnějšímu státu v rozvoji. Poslední král Rím-Sín I. se snažil zemi chránit proti nájezdům, ale nebyl schopen svých cílů dosáhnout, takže nakonec Larsu obsadili Babyloňané.
V padesátých letech 19. století objevil pozůstatky města a rozsáhlé zbytky chrámu slunce lord William J. Loftus, přičemž nalezl i hojné a důležité klínopisy. Z těch je vidět, že poslední babylónský král Nabonid chrám boha slunce v Larse obnovil.

## Králové Larsy
- Naplánum 2025–2004 př. n. l.
- Emisum 2004–1976 př. n. l.
- Samium 1976–1941 př. n. l.
- Zabaia 1941–1932 př. n. l.
- Gungunum 1932–1906 př. n. l.
- Abisare 1905–1895 př. n. l.
- Sumuel 1894–1865 př. n. l.
- Nur-Adad 1865–1850 př. n. l.
- Sín-Iddinam 1849–1842 př. n. l.
- Sín-Eribam 1842–1840 př. n. l.
- Sín-Iqiszam 1840–1835 př. n. l.
- Sillí-Adad 1835–1834 př. n. l.
- Varad-Sín 1834–1822 př. n. l.
- Rím-Sín I. 1822–1793 př. n. l.

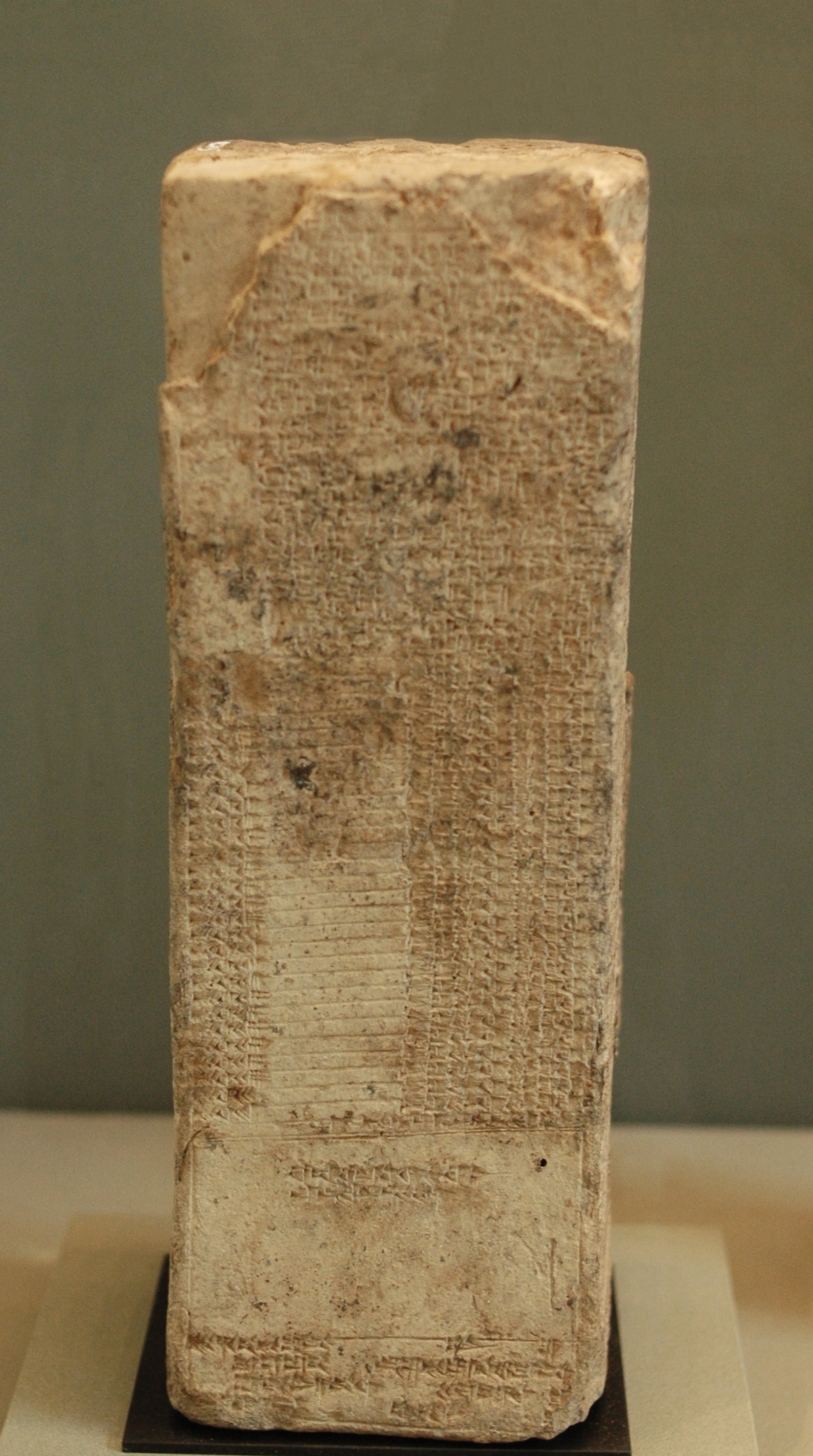
Seznam panovníků Larsy pocházející z 39. roku panování Chammurapiho nacházející se dnes v Louvre

- Babylónští panovníci 1792–1740 př. n. l.
- Rím-Sín II. 1740–1750 př. n. l.